# 熊本高專前站
熊本高專前站（日语：／ Kumamotokousen-mae eki */?）是位於熊本縣合志市須屋，屬於熊本電氣鐵道的菊池線車站。車站編號為KD17。

## 歷史
- 1995年（平成7年）1月9日：在熊本電波工業高等專門學校的希望下，開設電波高專前站[1]。
- 2013年（平成25年）3月31日：隨著校名變更，車站改名為熊本高專前站[1]。
- 2015年（平成27年）4月1日：此站可以使用交通系IC卡「熊本地域振興IC卡（日语：熊本地域振興ICカード）（熊本熊之IC CARD）」[2]。
- 2019年（令和元年）10月1日：此站引入車站編號[3]。

## 車站構造
本站是地面車站與無人車站，設有1面1線的單式月台。此站沒有設置站房，月台入口設有IC卡讀卡機（只限入閘）。

## 使用狀況
| 年度   | 1日平均 乘車人次 | 1日平均 上下車人次 |
| ------ | ---------------- | ------------------ |
| 2012年 |                  | 500                |
| 2013年 |                  | 543                |
| 2014年 | 281              | 568                |
| 2015年 |                  | 429                |
| 2016年 |                  | 458                |
| 2017年 |                  | 387                |
| 2018年 |                  | 321                |

## 車站周邊
- 獨立行政法人高齡·障害·求職者僱用支援機構（日语：高齢・障害・求職者雇用支援機構）熊本分部熊本職業能力開発促進中心（日语：職業能力開発促進センター）（愛稱：理工中心熊本）
- 熊本高等專門學校熊本校園（舊 熊本電波工業高等專門學校（日语：熊本電波工業高等専門学校））
- 獨立行政法人 農業·食品產業技術綜合研究機構　九州沖繩農業研究中心（日语：九州沖縄農業研究センター）
- 熊本縣立黑石原支援學校（日语：熊本県立黒石原支援学校）
- 黑石團地
- 國道387號

## 巴士路線
熊本高專前
- 電鐵巴士

御代志、菊池方向
- C1-3，C3系統 菊池溫泉、菊池廣場（經御代志、富之原）
- C1-1 辻久保（經御代志站、大池）

熊本市內方向
- C1-1系統 櫻町BT（日语：熊本桜町バスターミナル）（經堀川、國道）
- C1-3系統 櫻町BT、熊本站（經堀川、國道）
- C3系統 櫻町BT、熊本站（經KM Bio（日语：KMバイオロジクス）、國道）
- K6-0 縣會議事堂（經堀川、國道、味噌天神、水前寺公園、縣廳（日语：熊本県庁），只於平日早上或黃昏行走）

## 相鄰車站
熊本電氣鐵道
■菊池線
黑石（KD16）－熊本高專前（KD17）－再春醫療中心前（KD18）

## 注腳
1. 1 2   (新闻稿). 熊本電鉄. 2013-03-02  [2015-06-29]. （原始内容存档于2015-05-11） （日语）.
2. 1 2  電鉄電車（菊電）でのご利用 （页面存档备份，存于）（日語）（熊本熊之IC CARD）
3. ↑  電車 「駅ナンバリング」導入のお知らせ （页面存档备份，存于）（日語） - 熊本電氣鐵道，2019年8月15日，同日參閲。
4. ↑  公共交通の現状等、52頁 （页面存档备份，存于）（日語） ，2018年12月10日參閲
5. ↑  国土数値情報(駅別乗降客数データ)  （页面存档备份，存于）（日語） - 國土交通省，2018年12月10日參閲
6. ↑  国土数値情報　駅別乗降客数データ  （页面存档备份，存于）（日語） - 國土交通省，2020年9月19日參閲

## 外部連結
- 熊本高專前站 （页面存档备份，存于）（日語）（路線圖、車站情報） - 熊本電氣鐵道